# 欧州通貨制度
欧州通貨制度（おうしゅうつうかせいど、英語表記：European Monetary System, EMS）は、1979年から1999年まで維持された欧州経済共同体の加盟国による地域的半固定為替相場制のシステム。通貨変動が年±2.25％以内に抑えることを原則として、ユーロ導入までの移行期間的システムで、ヨーロッパの諸通貨の安定を目的とした。なお、イギリスは1990年から1992年の期間を除いて不参加。

## 第1段階
欧州通貨制度は1979年にジェンキンス委員会のもとで設置が決められた。当時は欧州経済共同体の加盟国の多くが自国通貨について相互に大幅な変動を回避するために、ほかの加盟国の通貨との連携を進めていた。
1971年にブレトン・ウッズ体制が崩壊し、1972年に欧州経済共同体加盟国の多くはヨーロッパにおける共同変動為替相場制を導入し、為替相場の変動幅を2.25%以内にすることで相場の安定を維持することに合意した。1979年3月、この制度は欧州通貨制度に引き継がれ、欧州通貨単位が定められた。
この合意の基本的な要素は以下のものである。
- 欧州通貨単位 - 通貨バスケット制、加盟国の2者間の為替相場について変動幅が平価の2.25%（対イタリアのみ6%）を超えないようにする。
- 為替相場メカニズム
- ヨーロッパの金融機関の拡大
- 欧州通貨協力基金 - 1972年10月発足、金とアメリカ・ドルの預託との引き換えで各国中央銀行に対して欧州通貨単位を割り当てる。

いずれの通貨もアンカーに指定されていなかったが、ドイツ・マルクとドイツ連邦銀行が欧州通貨制度の中心にされていたのは明白であった。ドイツ・マルクが相対的に強かったことと、ドイツ連邦銀行の低インフレーション政策もあって、ほかの通貨はすべてドイツ・マルクに牽引されることとなった。ブレトンウッズ体制崩壊後の為替不安定化などを原因とする欧州における経済不振をユーロ・ペシミズムという。この状況は多くの加盟国の不満を招くものになり、通貨統合、ついにはユーロへとつながっていく主な要因のひとつとなった。
定期的に調整を加えたことによって強い通貨の価値は上昇し、弱い通貨の価値は下落した。しかし、1986年に各国の金利変動により通貨変動幅は小さいまま保たれた。1990年代初頭に欧州通貨制度は加盟国、とりわけ再統一したドイツにおける経済政策や国内情勢が多様であったために制度に無理が生じ、また制度発足当初から参加するはずで、実際には1980年代末に加わったイギリスは恒久的に欧州通貨制度から撤退することになった。これにより1993年8月にいわゆるブリュッセルの妥協と呼ばれる、為替変動幅を15%にまで拡大するという合意がなされた。

## 第2段階
欧州為替制度は1998年5月にはもはや有効なものではなく、これはユーロ導入を控え、各国が相互の為替相場を固定したためである。欧州通貨制度を引き継いだ形となる欧州為替相場メカニズムが1999年1月1日に始動した。欧州為替相場メカニズムにおいて欧州通貨単位バスケットは廃止され、新たな単一通貨ユーロが欧州為替相場メカニズムに組み込まれているほかの通貨のアンカーとなった。欧州為替相場メカニズムへの参加は任意であり、為替変動幅は従来の相場メカニズムと同じ15%とされたが、対ユーロに対して個別により狭い変動幅を設定することが可能となった。欧州為替相場メカニズムの始動にあわせてデンマークとギリシャが新たに加わった。

## 第3段階
欧州為替相場メカニズムは欧州連合の経済通貨統合に加わるための待合室であると表現されることがある。経済通貨統合の第3段階において参加加盟国の通貨はユーロ紙幣とユーロ硬貨に切り替わることになる。